# Pacificincolidae
Famille
Pacificincolidae est une famille d'ectoproctes de l'ordre Cheilostomatida.

## Liste des genres
Selon World Register of Marine Species (21 mars 2016) :
- genre Pacificincola Liu & Liu, 1999
- genre Primavelans de Blauwe, 2006